# 서봉수
서봉수(徐奉洙, 1953년 2월 1일 ~ )는 대한민국의 프로 바둑 기사이다. 국내의 수많은 타이틀을 보유했으며, 응씨배 세계바둑선수권대회 우승을 시작으로 전투적인 바둑 스타일을 구사하여 '야기사' 또는 바둑의 '야전사령관'으로 호칭이 붙여졌으며 젊어서 명인전을 획득한 이후 바둑팬으로부터 "서명인"으로 불리고 있다. 이후 원로 바둑기사로 활동중이다. 

## 경력
충청남도 대덕군(현 유성구) 유천면(현 대전광역시 서구)에서 태어나 서울특별시 용산구 배문고등학교에 재학 중이던 1970년에 프로 입단하였고, 부친이였던 서승달(지금은 그의 고향이었던 대전에서 기원을 운영했다.) 모친 유필례(1992년 별세 및 사망)이다. 1971년에 명인전에서 우승하였는데 이때 그의 나이 만18세로 당시로서는 최연소 우승 기록이었다. 명인전을 시작으로 다수의 바둑 대회에서 우승하였다. 1984년 제3기 KBS 바둑왕전 우승(대 조훈현 九단 2:1 승리), 1985년 제4기 KBS 바둑왕전 준우승(대 조훈현 九단 1:2 패배)그러나 국수전에서는 조훈현에게 늘 패배하여 제2인자에 머물곤 하였는데 1987년부터 2년간 국수전을 차지한 바 있다. 1986년에 9단으로 승단하였고 1992년 국기전에서 우승하여 1993년 제2회 잉창치배에서 우승(대 오타케 히데오 3:2 승리)하였다. 같은 해 중국에서 열린 제5회 TV 바둑 아시아 선수권대회에서 준우승(대 요다 노리모토 九단 1:0 패배), 1994년에는 최초로 통산 1000승(28기 왕위전 본선 - 대 장수영 九단 승리)을 달성하였고 1997년 진로배 SBS 세계 바둑 최강전에서 9연승으로 한국에 우승의 5연패를 안겼다. 1999년에는 LG정유배에서 우승(대 유창혁 九단 3:2 우승)해서 6년 만에 타이틀을 따냈다. 2000년 제1기 청풍 공기청정기배 프로 시니어 기전에서 첫 우승하였다.(대 홍태선 八단 2:1 승리), 2002년 제2기 돌씨앗배 프로 시니어 기전 우승(대 임창식 七단 2:0 승리), 2003년 제3기 돌씨앗배 프로 시니어 기전 우승(대 강훈 九단 2:1 승리), 같은 해 5월 이영화 씨와 이혼했고, 이듬해인 2004년 10월 베트남 농촌 장녀인 람티히 무아와 재혼했다. 2006년 삼성화재배 4강에 진출로 세계대회에서 활약하였다.

## 국제 기전 성적
| 기전       | 1988 | 1989 | 1990 | 1991 | 1992 | 1993   | 1994 | 1995 | 1996  | 1997 | 1998 | 1999 | 2000 | 2001 | 2002 | 2003 | 2004 | 2005 | 2006 | 2007 | 2008 |
| ---------- | ---- | ---- | ---- | ---- | ---- | ------ | ---- | ---- | ----- | ---- | ---- | ---- | ---- | ---- | ---- | ---- | ---- | ---- | ---- | ---- | ---- |
| 잉씨배     | ×    | -    | -    | -    | 우승 | -      | -    | -    | 16강  | -    | -    | -    | 24강 | -    | -    | -    | ×    | -    | -    | -    | ×    |
| 후지쯔배   | 16강 | 4강  | 16강 | 8강  | 16강 | 16강   | 16강 | 24강 | 24강  | 16강 | 24강 | 24강 | ×    | ×    | ×    | ×    | ×    | ×    | ×    | ×    | ×    |
| 동양증권배 | 8강  | 우승 | 16강 | -    | 16강 | 16강   | 32강 | ×    | -     | 32강 | 32강 | 중지 | -    | -    | -    | -    | -    | -    | -    | -    | -    |
| 삼성화재배 | -    | -    | -    | -    | -    | -      | -    | -    | 8강   | 32강 | 32강 | ×    | 4강  | 32강 | 32강 | ×    | ×    | ×    | 4강  | 32강 | ×    |
| LG배       | -    | -    | -    | -    | -    | -      | -    | -    | ×     | 8강  | ×    | ×    | ×    | 16강 | ×    | ×    | ×    | ×    | ×    | ×    | ×    |
| 춘란배     | -    | -    | -    | -    | -    | -      | -    | -    | -     | -    | ×    | 16강 | 24강 | -    | ×    | -    | ×    | -    | ×    | -    | ×    |
| TV아시아   | -    | ×    | ×    | ×    | ×    | 준우승 | ×    | ×    | 1회전 | ×    | ×    | ×    | ×    | ×    | ×    | ×    | ×    | ×    | ×    | ×    | ×    |
| 농심배     | ×    | ×    | ×    | ×    | ×    | ×      | ×    | ×    | ×     | ×    | ×    | ×    | ×    | ×    | ×    | ×    | ×    | ×    | ×    | ×    | ×    |

## 가족 관계
- 아버지 : 서승달(대전에서 거주,대전의 기원 운영), 어머니 : (故)유필례 (작고)
- 배우자 : 이영화(1976년 ~ 2003년 5월), 람티히 무아(2004년 10월 ~ )
  - 슬하 1남(서상현) 1녀(서진)